# Isidoro Martínez Ferry
Isidoro Martínez-Vela Ferry también conocido como Isidoro M. Ferry (Barcelona, 17 de enero de 1925 – Benidorm, 18 de julio de 2012) fue un nadador y director de cine español.

## Biografía
Aficionado a la natación, se estableció en Benidorm y compitió en tres pruebas en los Juegos Olímpicos de Londres 1948. Empezó como ayudante de dirección de Orson Welles en Mister Arkadin (1955), de John Huston en Moby Dick y de  Michael Anderson en La vuelta al mundo en ochenta días (1956). Después hizo algunos documentales relacionados con el deporte y en 1959, debido a las restricciones sindicales franquistas que sufría Marco Ferreri por ser extranjero a la hora de firmar el guion y rodar El pisito, se acreditó como codirector, aunque de hecho fue el productor a través de Documento Films. El fracaso comercial de esta película le empujó a dirigir y producir en solitario dos largometrajes más, La cara del terror (1962), película de terror con Lisa Gaye (hermana de Debra Paget) y Fernando Rey, y la comedia musical Escala en Hi-fi (1963) con Arturo Fernández, Cassen y José Rubio, que le permitieron recuperar las pérdidas. En 1968 rodó su último largometraje Cruzada en el mar, película apologética del franquismo sobre la guerra civil española ambientada en el Curecero Baleares y que pasó desapercibida. En 1976 fue director de fotografía de El límite del amor de Rafael Romero Marchent.
Después volvió a Benidorm, donde se dedicó a la exhibición de cine adquiriendo las salas cinematográficas Nereida y algunas multisalas Torrevieja y Ondara. A finales de la década de 1990 también adquirió los minicines Astoria de Alicante.

## Filmografía[6]
- Blume, campeón de Europa (Corto documental) (1958)
- Un atleta: Manuel Cuadra Salcedo (Corto documental) (1958)
- El pisito (1958)
- Torero (Corto documental) (1962)
- La cara del terror (1962)
- Escala en Hi-fi (1963)
- Algas marinas y su aprovechamiento (Corto documental) (1964)
- Las riquezas del mar: Las algas (Corto documental) (1964)
- Formación de nadadores (Corto documental) (1966)
- Cruzada en la mar (1968)